# Dustin Byfuglien
Dustin Byfuglien (ur. 27 marca 1985 w Minneapolis) – amerykański zawodowy hokeista na lodzie. Drugi kapitan w drużynie Winnipeg Jets z National Hockey League. Wydraftowany przez Chicago Blackhawks jako obrońca, w trakcie swojej kariery grał również na pozycji napastnika.

## Młodość
Dustin Byfuglien urodził się w Minneapolis jako syn Cheryl Byfuglien i Ricka Spencera. Jego matka jest pochodzenia norweskiego a ojciec jest Afroamerykaninem. Cheryl przeniosła się razem z Dustinem, gdy ten był jeszcze niemowlęciem, do swojego rodzinnego Roseau by być bliżej rodziny, natomiast Rick został w Minneapolis by kontynuować studia. Rodzice Dustina nigdy się nie pobrali. Dustin nie przykładał się do nauki, przez co nie spełniał warunków by grać w lokalnym Roseau Rams występującym w lidze akademickiej. W 2001 roku opuścił Roseau i przeniósł się do Chicago by grać dla występujących na poziomie AAA (najwyższy poziom minor) Chicago Mission.

## Kariera
Na poziomie młodzieżowym (major junior) Dustin Byfuglien występował w Brandon Wheat Kings oraz Prince George Cougars z Western Hockey League. w 2003 roku został wybrany w drafcie przez Chicago Blackhawks. Pierwsze dwa sezony rozgrywał zarówno w zespole z Chicago jak i w filii tej drużyny występującej w American Hockey League – Norfolk Admirals. W trzecim sezonie występował w nowej filii Chicago Blackhawks, Rockford IceHogs. 3 listopada 2007 został powołany do kadry Blackhawks i już nie wrócił do drużyny z AHL. Pierwotnie jako obrońca, w sezonie 2007–08 został przeniesiony na pozycję prawoskrzydłowego by dać zespołowi siłę fizyczną w tercji drużyny przeciwnej. Byfuglien był ważną postacią Chicago Blackhawks w ich zwycięskim sezonie 2009–10, kiedy to w play-offach zdobył 11 bramek i 5 asyst, w tym 3 bramki w finałach.
24 czerwca 2010 Dustina Byfugliena oddano do Atlanta Thrashers. W nowym zespole został przesunięty ponownie na pozycję obrońcy. Po kilku miesiącach został drugim kapitanem zespołu; został również wybrany do swojego pierwszego meczu gwiazd. 15 lutego 2011 Byfuglien przedłużył kontrakt z drużyną z Atlanty o kolejne 5 lat, gwarantujący mu w tym okresie 26 mln dolarów. W 2011 roku drużyna z Atlanty przeniosła się do Winnipeg. W 2016 roku ponownie złożył podpis pod kontraktem przedłużającym jego występy w drużynie z Winnipeg o kolejne 5 lat. Nowa umowa gwarantuje mu zarobki na poziomie 7,6 mln dolarów za sezon.

## Statystyki

### Sezon zasadniczy i play-off
| 2001–02    | Brandon Wheat Kings   | WHL        | 3   | 0   | 0   | 0   | 0    | —  | —  | —  | —  | —  |
| 2002–03    | Brandon Wheat Kings   | WHL        | 8   | 1   | 1   | 2   | 4    | —  | —  | —  | —  | —  |
| 2002–03    | Prince George Cougars | WHL        | 48  | 9   | 28  | 37  | 74   | 5  | 1  | 3  | 4  | 12 |
| 2003–04    | Prince George Cougars | WHL        | 66  | 16  | 29  | 45  | 137  | —  | —  | —  | —  | —  |
| 2004–05    | Prince George Cougars | WHL        | 64  | 22  | 36  | 58  | 184  | —  | —  | —  | —  | —  |
| 2005–06    | Norfolk Admirals      | AHL        | 53  | 8   | 15  | 23  | 75   | 4  | 1  | 2  | 3  | 4  |
| 2005–06    | Chicago Blackhawks    | NHL        | 25  | 3   | 2   | 5   | 24   | —  | —  | —  | —  | —  |
| 2006–07    | Norfolk Admirals      | AHL        | 63  | 16  | 28  | 44  | 146  | 6  | 0  | 2  | 2  | 18 |
| 2006–07    | Chicago Blackhawks    | NHL        | 9   | 1   | 2   | 3   | 10   | —  | —  | —  | —  | —  |
| 2007–08    | Rockford IceHogs      | AHL        | 8   | 2   | 5   | 7   | 25   | —  | —  | —  | —  | —  |
| 2007–08    | Chicago Blackhawks    | NHL        | 67  | 19  | 17  | 36  | 59   | —  | —  | —  | —  | —  |
| 2008–09    | Chicago Blackhawks    | NHL        | 77  | 15  | 16  | 31  | 81   | 17 | 3  | 6  | 9  | 26 |
| 2009–10    | Chicago Blackhawks    | NHL        | 82  | 17  | 17  | 34  | 94   | 22 | 11 | 5  | 16 | 20 |
| 2010–11    | Atlanta Thrashers     | NHL        | 81  | 20  | 33  | 53  | 93   | —  | —  | —  | —  | —  |
| 2011–12    | Winnipeg Jets         | NHL        | 66  | 12  | 41  | 53  | 72   | —  | —  | —  | —  | —  |
| 2012–13    | Winnipeg Jets         | NHL        | 43  | 8   | 20  | 28  | 34   | —  | —  | —  | —  | —  |
| 2013–14    | Winnipeg Jets         | NHL        | 78  | 20  | 36  | 56  | 86   | —  | —  | —  | —  | —  |
| 2014–15    | Winnipeg Jets         | NHL        | 69  | 18  | 27  | 45  | 124  | 4  | 0  | 1  | 1  | 4  |
| 2015–16    | Winnipeg Jets         | NHL        | 81  | 19  | 34  | 53  | 119  | —  | —  | —  | —  | —  |
| 2016–17    | Winnipeg Jets         | NHL        | 80  | 13  | 39  | 52  | 117  | —  | —  | —  | —  | —  |
| 2017–18    | Winnipeg Jets         | NHL        | 69  | 8   | 37  | 45  | 112  | 17 | 5  | 11 | 16 | 20 |
| NHL totals | NHL totals            | NHL totals | 827 | 173 | 321 | 494 | 1025 | 60 | 19 | 23 | 42 | 70 |